# Макбрин, Крис
Кри́стофер (Крис) Макбрин (англ. Christopher "Chris" McBreen, род. 9 августа 1972 года) — профессиональный снукерист из Новой Зеландии. Сейчас живёт в Германии. Свой лучший брейк в 137 очков сделал на чемпионате Великобритании 2007 года.